# 毛顯文
毛顯文（？—1645年7月12日（弘光元年六月庚午）），南陽府桐柏縣人，明朝、南明軍事人物。

## 生平
毛顯文個性豪邁好義，中原混亂時帶數萬士兵據守險要，和應劉洪起；崇禎十五年（1642年）時張獻忠攻入四川，他和賈一選、劉洪起再南陽充當左良玉後衛，恢復當地有功，並屯駐鄢陵，得授副總兵。次年（1643年），他和常安國、郎啟貴、于自成、馮天祿帶兵西進鴨蛋洲陽邏堡，收復武昌。崇禎十七年（1644年）正月，毛顯文和劉登相奪回德安，驅逐白旺，獲陞任都督僉事總兵。弘光元年（1645年）二月，再收復隨州、德安、雲夢，擊敗白旺，調守蘄州、黃岡，不久因為起兵而死。

## 引用
1. 1 2  錢海岳《南明史·卷一·本紀第一》：（弘光元年六月）庚午，……總兵毛顯文起兵隨州，死之。
2. 1 2  錢海岳《南明史·卷三十八·列傳第十四》：（崇禎十五年）……會獻忠入蜀，（左）良玉遣兵追之沙陽，距荊州七十里，詗知自成西入關，荊、襄守薄，乃以（顧）光祖上隨、棗、承、德，登相自均、房，毛顯文、賈一選、（劉）洪起自南陽犄其後，復空虛地為功。顯文，桐柏人。以豪俠稱。中原亂，以兵數萬保險，與洪起相應。崇禎十五年，屯鄢陵，授副總兵。
3. ↑  錢海岳《南明史·卷三十八·列傳第十四》：十六年，與常安國、（郎）啟貴、于自成、（馮）天祿連兵西上鴨蛋洲陽邏堡，復武昌。十七年正月，與登相復德安，逐白旺，陞都督僉事總兵。弘光元年二月，再復隨州、德安、雲夢，破旺，調守蘄黃。後以起兵死。